# Битанг, Мариана
Мария (Мариана) Битанг (Стэнеску) (рум. Maria (Mariana) Bitang (Stănescu); 3 августа 1962, Рымнику-Сэрат, жудец Бузэу) — румынский тренер по спортивной гимнастике.

## Биография
В 1981—1985 годах училась в Академии физкультуры и спорта Бухареста. После окончания учёбы работала учителем-тренером по гимнастике в спортивном клубе «Дева» (1985—1992), здесь она подготовила несколько известных гимнасток (Андрея Каковян, Клаудия Русан, Надя Хацеган и другие).
Вместе с Октавианом Беллу руководила женской командой по спортивной гимнастике, была главным тренером женской сборной Румынии. Её воспитанники семь раз завоевывали золотые медали чемпионатов мира 1994—2001 годов, а также золотые медали Олимпийских игр 2000 и 2004 годов, завоёвывали множество золотых медалей в индивидуальных дисциплинах. Под её руководством гимнастки участвовали в 3 Олимпийских играх (1996, 2000, 2004), 10 чемпионатах мира (1993, 1994, 1994 (командный), 1995, 1996, 1997, 1999, 2001, 2002, 2003), 7 чемпионатах Европы (1994, 1996, 1998, 2000, 2002, 2004), 4 финалах Кубка мира (1998, 2000, 2002, 2004) и 7 чемпионатах Европы среди юниоров.
За время работы тренером олимпийская женская сборная Румынии по спортивной гимнастике завоевала 152 медали (62 золотых, 49 серебряных и 41 бронзовую):
- 19 олимпийских медалей (7 золотых, 5 серебряных, 7 бронзовых)
- 44 медали чемпионатов мира (18 золотых, 15 серебряных, 11 бронзовых)
- 36 европейских медалей (взрослые) (16 золотых, 10 серебряных, 10 бронзовых)
- 44 европейских медалей (юниоры) (16 золотых, 15 серебряных, 10 бронзовых)
- 16 медалей Кубков мира (6 золотых, 6 серебряных, 4 бронзовых).

Среди известных гимнасток, которых она тренировала: Симона Аманар, Оана Бан, Лоредана Бобок, Джина Годжан, Лаура Журка, Андрея Иридон, Кармен Йонеску, Сабина Кожокар, Александра Маринеску, Лавиния Милошович, Андрея Мунтяну, Мария Олару, Оана Петровчи, Каталина Понор, Клаудия Пресакан, Моника Рошу, Андрея Рэдукан, Даниэла Софроние, Сильвия Строэску, Андрея Улмяну, Корина Унгуряну, Мирела Цугурлан, Александра Эремия и другие.
В августе 2005 года после того, как Румынская федерация гимнастики приняла решение о роспуске женской олимпийской сборной Румынии по гимнастике, приостановила тренерскую карьеру и стала советником президента Румынии Траяна Бэсеску, была назначена (вместе с Октавианом Беллу) государственным советником по развитию спорта в Департаменте по связям с органами государственной власти и гражданским обществом Администрации президента Румынии.
В 2010 году вернулась к тренерской работе.

## Награды и отличия
- 1994 — Звание Заслуженного тренера Румынии.
- 2000 — Почётный диплом и звание почётного тренера Международной федерации гимнастики.
- 2000 — Офицер Национального ордена «За верную службу»
- 2004 — Орден «За спортивные заслуги» III степени II типа
- 2004 — Командор ордена Звезды Румынии
- 2005 — Золотой пояс Олимпийского комитета Румынии
- 2008 — Орден «За спортивные заслуги» I степени
- 2009 — Командор Национального ордена «За верную службу»[1]
- 2012 — Великий офицер ордена Звезды Румынии[2]